# SS-079 홍범도
홍범도함(SS-079 홍범도)은 대한민국 해군의 배수량 1,800톤급 손원일급 잠수함 7번함이다.

## 어원
본 잠수함 이름의 유래인 홍범도는 일제강점기 독립군 소속 장군으로 만주 봉오동 전투를 주도했던 대한독립군의 총사령관이었다. 이후 청산리 전투에서 김좌진의 북로군정서군과 함께 일본군을 대파하였다. 그후 독립군의 통합운동을 벌여 대한독립군단을 조직, 김좌진과 함께 부총재가 되었다. 언제나 계급장도 없는 졸병과 같은 차림이었고, '왜놈이 아니라 제 동료를 잡는 데 쓰이는’ 지휘도나 권총 대신 왜놈 잡을 장총 두 자루를 지니고 다녔다. 1937년 이오시프 스탈린의 한인 강제이주 정책으로 연해주에서 중앙아시아 카자흐스탄 키질로르다로 강제 이주당했고, 그 곳에서 집단 농장 운영 및 고려인 극장 수위 등으로 일하며 여생을 보내다가 1943년에 향년 76세의 나이로 타계했다.
해군에서는 독립운동 공헌인물 및 광복 이후 국가발전에 기여한 인물을 SS-II/III급으로 명명하고 있다. 그 중 홍범도함은 3번째로 명명되었다. 다른 SS-II급 잠수함은 손원일, 안중근, 홍범도, 신돌석, 정지, 김좌진, 유관순, 이범석함 등이 있다.

## 진수
2016년 4월 5일 현대중공업 울산 본사에서 진수했다. 진수식에는 정호섭 해군참모총장과 권오갑 현대중공업 사장이 참석했다. 시험 운행을 거쳐 2017년 해군에 실전 배치될 계획이다. 2018년에 해군에 인도되었으며, 4개월 간 승무원 훈련 이후 2018년 5월부터 실전 배치되었다.

## 항속거리
최대 속력 20노트(약 37km/h), 항속거리 1만여 해리(1만9000여km)로 경상남도 진해시에서 하와이까지 왕복 운항할 수 있다.

## 무장
사거리 1,000 km인 해성-3 순항미사일을 탑재했다.

## 역대 홍범도함장
- 초대 강정호 대령
- 2대 조환래 대령
- 3대 이용태 대령